# Galéopithèque volant
Cynocephalus volans · Cynocéphale volant
Pour les articles homonymes, voir cynocéphale et Cynocephalus.
Genre
Espèce
Statut de conservation UICN

 LC  : Préoccupation mineure
Le galéopithèque volant (Cynocephalus volans) est un petit mammifère des Philippines. Avec le galéopithèque de Temminck, ils représentent les deux seules espèces de dermoptères, couramment appelés « lémurs volants ». Ces animaux possèdent en effet une excroissance de peau reliant les pattes antérieures avec les postérieures qui leur permet de planer d'arbre en arbre, dans les cimes des forêts tropicales.

## Dénomination et étymologie
Galéopithèque vient du latin galeopithecus, venant lui-même du grec galeê « belette » et pithêkos « singe ». Ce terme remonte au XVIe siècle.
Il est aussi appelé Galéopithèque des Philippines ou Colugo de Philippines.

## Description

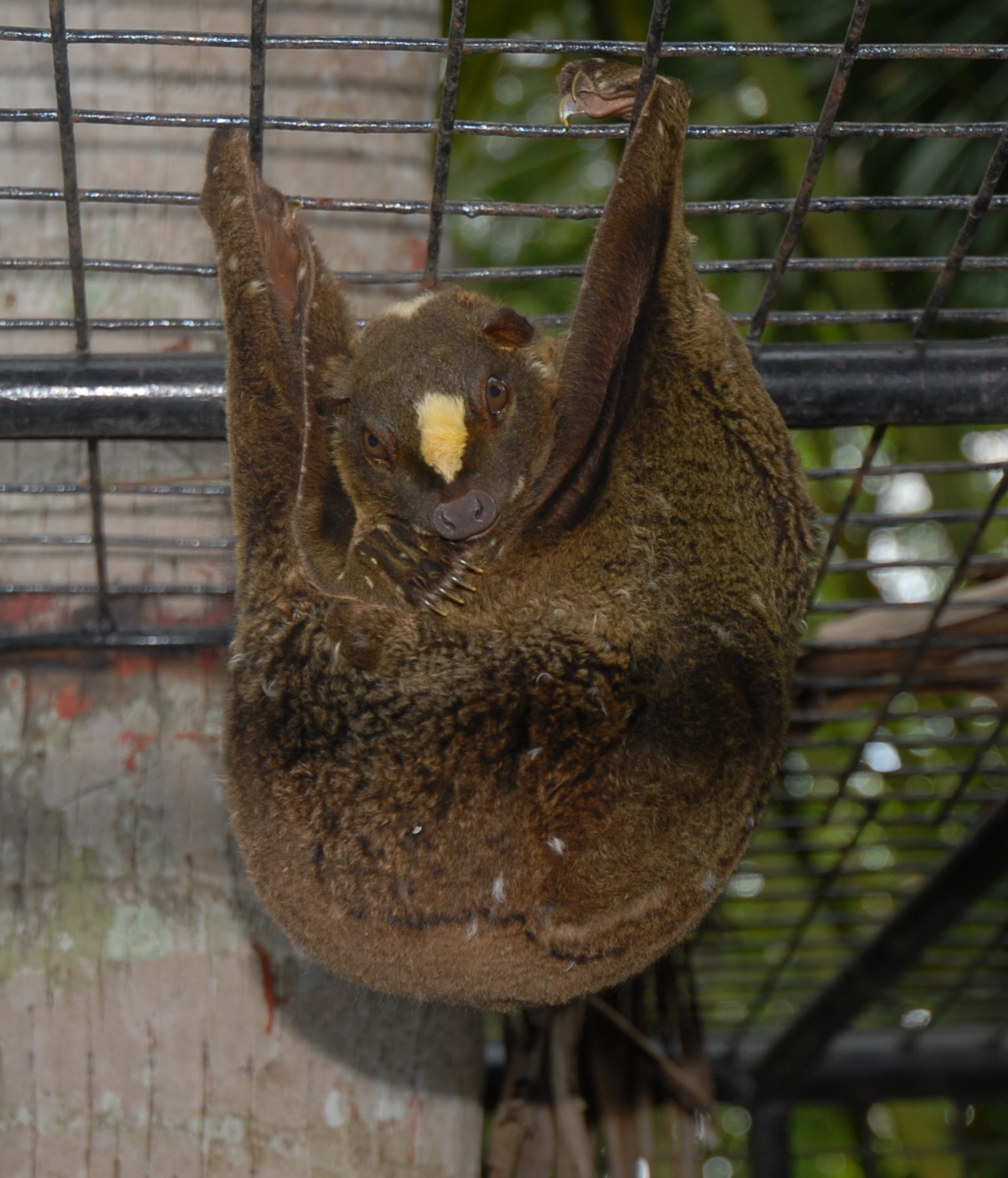
Galéophithèque en captivité dans le sanctuaire de Santa Fe, Alburquerque, Bohol (Philippines).

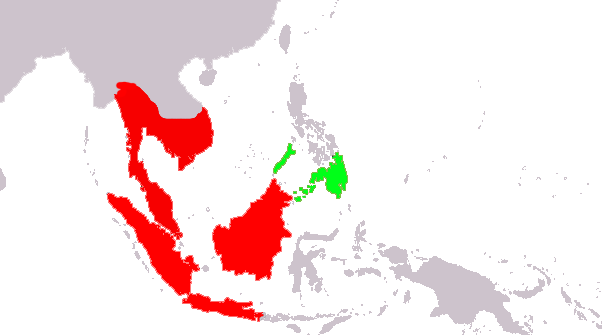
Distribution des deux espèces de dermoptères. En vert: Cynocephalus volans, en rouge: Cynocephalus variegatus.

Le corps du galopithèque fait environ 30 cm de long avec de chaque côté une membrane reliée aux pattes et à la queue, le patagium, ne laissant libre que la tête et qui leur permet de planer sur plusieurs dizaines de mètres lorsqu'ils sautent d'arbre en arbre. Déployée, cette membrane peut atteindre 60 cm de large, formant ainsi comme un parachute. La longueur totale, queue comprise, est de 77 à 95 cm pour un poids adulte allant de 1 à 1,750 kg.
D'une teinte grisâtre, avec des nuances brun-roux, le pelage est épais et doux. Pour permettre un bon camouflage dans les arbres, il est tacheté de blanc sur les parties supérieures, de fauve ou de jaunâtre sur les parties inférieures. L'espèce de Malaisie (galéopithèque de Temminck) tire sur le gris clair, se marbrant de blanc plus que chez cette espèce des Philippines.
Leurs pattes sont dotées de 5 doigts avec des ongles forts, courts et recourbés afin de leur assurer une bonne prise dans l'écorce des arbres et les membres antérieurs sont préhensiles. Afin d'accroître encore la superficie totale du patagium, même les espaces entre leurs doigts et leurs orteils sont palmés.
La tête fait penser à celle d'un chien. Les galéopithèques ont une excellente vue nocturne grâce à leurs grands yeux ronds. La dentition est primitive. Ils ont la particularité d'avoir des incisives en forme de peigne qui leur servent à râper les végétaux aussi bien qu'à entretenir leur fourrure.

### Habitat
Ce sont des animaux arboricoles vivant dans la forêt tropicale humide de l'Asie du Sud-Est, endémique des Philippines.

### Mode de vie

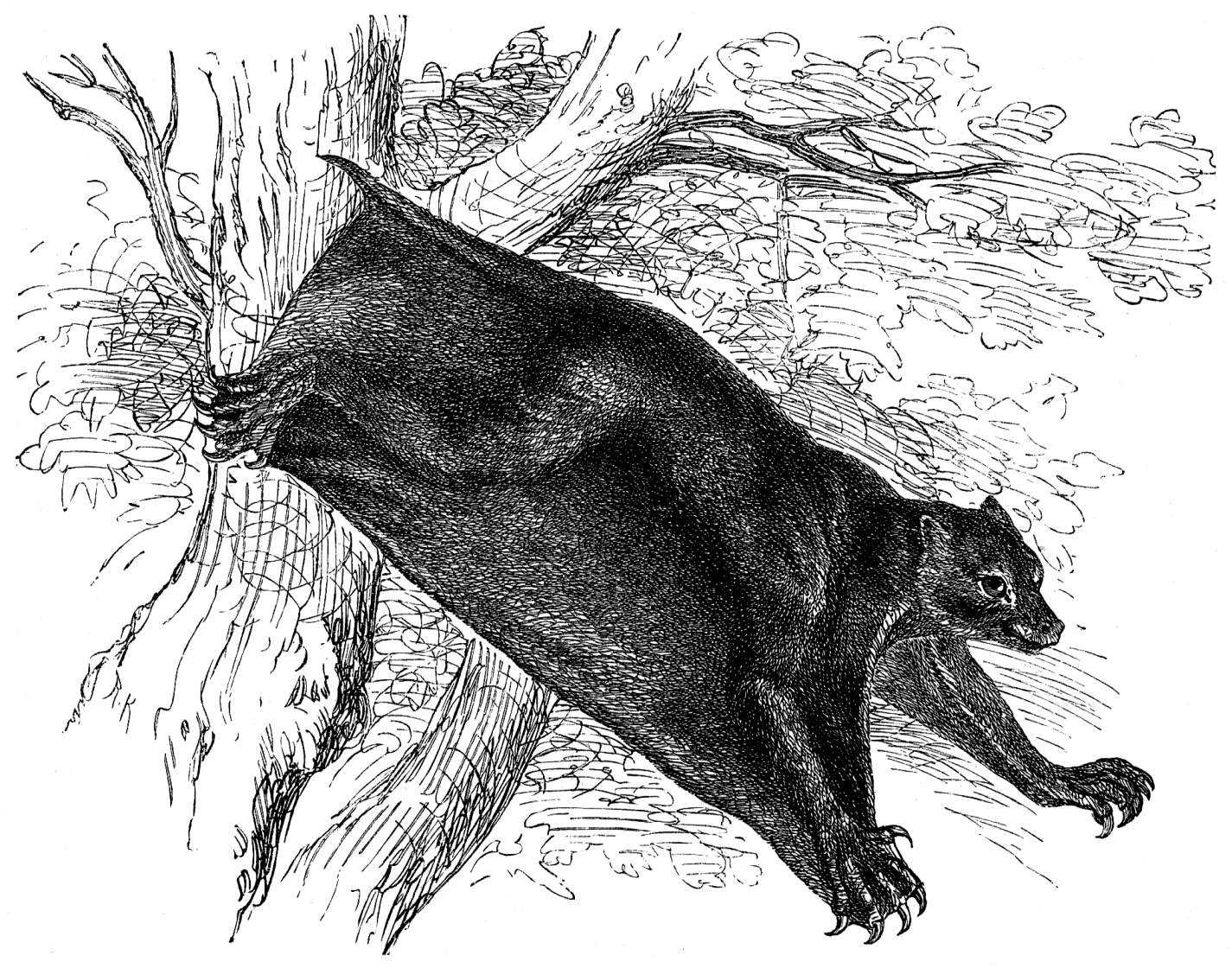
Galéopithèque planant en plein saut.

Le galéopithèque est un animal de mœurs nocturnes, au régime exclusivement végétarien. Il se nourrit essentiellement de bourgeons et de feuilles d'arbres mais aussi des fruits et des fleurs. Son tube digestif est parfaitement adapté à cette nourriture volumineuse à faible valeur nutritive.

### Reproduction
La période de reproduction s'étend de janvier à mars. Sur le même principe que les marsupiaux la femelle donne le jour à un seul petit immature, au bout d'une gestation de 60 jours. Durant plusieurs semaines, le jeune galéopithèque achèvera son développement accroché dans un repli du patagium de la mère qui le transporte partout avec elle jusqu'au sevrage dans cette pseudo poche.
Leur espérance de vie est d'une vingtaine d'années.

## Statut de protection
C'est une espèce en danger d'extinction à cause de la destruction de son habitat naturel.
En temps normal son principal prédateur est l'Aigle des Philippines, oiseau de proie lui aussi en danger d'extinction.

## Nomenclature et systématique
Longtemps considérés comme proches parents des chauves-souris à cause de leurs « ailes », une équipe internationale a définitivement associé en 2007 les Dermoptères aux Primates en se basant sur leur génome.
Conséquence des difficultés qu'ont eues les scientifiques à le classer, cet animal a successivement été appelé lémur volant, galéoptère (belette ailée), galéopithèque (belette-singe)…